# Anime salve
| Recensione    | Giudizio       |
| ------------- | -------------- |
| 24.000 dischi |                |
| AllMusic      |                |
| Ondarock      | Pietra miliare |
| Rockol        | 10/10          |

Anime salve è il tredicesimo e ultimo album in studio del cantautore italiano Fabrizio De André, pubblicato il 19 settembre 1996 dalla BMG Ricordi e realizzato con Ivano Fossati, compositore di gran parte della musica.

## Accoglienza
L'album ha ottenuto un riscontro molto positivo sia da parte dalla critica musicale, che gli ha assegnato la Targa Tenco 1997, sia dal punto di vista commerciale, debuttando direttamente al primo posto della Classifica FIMI Album e raggiungendo in seguito la certificazione di triplo disco di platino in Italia.. "Smisurata preghiera", brano contenuto nell'Album, ha vinto il Premio Lunezia per la qualità musical-letteraria, conferimento motivato da Fernanda Pivano nel Luglio del 1997 ad Aulla (MS).
Sempre ad Aulla, nel 2021, il primo indirizzo civico d'Italia intitolato a una canzone è stato destinato a "Smisurata preghiera", onorando una nuova piazza nella convergenza dei fiumi Aulella e Magra per iniziativa del Premio Lunezia.

## Storia
Anime salve è frutto di un lavoro a quattro mani di De André con il collega e concittadino Ivano Fossati, che era già stato suo collaboratore sporadico in passato, autore di gran parte delle musiche. Fossati dichiarò a Riccardo Bertoncelli (nel suo libro Belìn, sei sicuro? Storia e canzoni di Fabrizio De André): “Il risultato finale è che Fabrizio ha scritto il 90% dei testi, che però contengono qualche idea e intuizione mia, e io il 90% della musica, anche qui con qualche contributo suo. Però non è mai stato programmato. Era istintivo.”
Il disco è considerato da molti il testamento artistico di Fabrizio De André, non solo musicale ma anche spirituale, soprattutto per quanto riguarda il brano finale Smisurata preghiera, anche se, all'epoca in cui Anime salve fu realizzato, De André non era ancora a conoscenza della malattia che poco più di due anni dopo lo avrebbe portato alla scomparsa ed anzi aveva iniziato a pensare ad altri lavori discografici già da poco dopo la pubblicazione dell'album.

## Contenuti
Attraverso i brani del disco, il cantautore compie un viaggio nel mondo degli umili, dei reietti e dei dimenticati, figure che sono sempre state molto presenti nei suoi testi durante tutta la sua carriera. Il tema prevalente è la solitudine, in tutte le sue forme: quella delle persone transgender, dei Rom, dell'amante, del pescatore, anche quella positiva scelta come condizione ideale. Lo stesso titolo dell'album deriva dall'etimologia delle parole "Anime" e "Salve", che significano letteralmente "spiriti solitari".
L'intero disco può essere considerato un "elogio della solitudine", che permette di essere liberi e non condizionati dalla società, come spiegato dallo stesso De André durante un concerto poi pubblicato nell'album Ed avevamo gli occhi troppo belli:
Si sa, non tutti se la possono permettere: non se la possono permettere i vecchi, non se la possono permettere i malati. Non se la può permettere il politico: il politico solitario è un politico fottuto di solito.
Però, sostanzialmente quando si può rimanere soli con se stessi, io credo che si riesca ad avere più facilmente contatto con il circostante, e il circostante non è fatto soltanto di nostri simili, direi che è fatto di tutto l'universo: dalla foglia che spunta di notte in un campo fino alle stelle. E ci si riesce ad accordare meglio con questo circostante, si riesce a pensare meglio ai propri problemi, credo addirittura che si riescano a trovare anche delle migliori soluzioni, e, siccome siamo simili ai nostri simili credo che si possano trovare soluzioni anche per gli altri.
Con questo non voglio fare nessun panegirico né dell'anacoretismo né del romitaggio, non è che si debba fare gli eremiti, o gli anacoreti; è che ho constatato attraverso la mia esperienza di vita, ed è stata una vita (non è che dimostro di avere la mia età attraverso la carta d'identità), credo di averla vissuta; mi sono reso conto che un uomo solo non mi ha mai fatto paura, invece l'uomo organizzato mi ha sempre fatto molta paura.»
(Fabrizio De André, Elogio della solitudine, tratto da Ed avevamo gli occhi troppo belli)
Lo stesso De André, nel corso del concerto tenuto al Teatro Brancaccio di Roma nel 1998, definirà Anime salve un «discorso sulla libertà».
Le canzoni dell'album, arrangiate da Piero Milesi, sono caratterizzate da una ricerca sonora indirizzata verso ritmi e temi tipici delle culture musicali sudamericane, cari a Fossati ma che hanno appassionato anche De André stesso fin da giovane, e verso il tropicalismo di Caetano Veloso, ma vi sono anche chiari riferimenti alle atmosfere balcaniche e mediterranee.
Due dei brani del disco, Princesa e Smisurata preghiera, sono ispirati a opere letterarie per i rispettivi testi.
Anche in quest'ultimo disco De André fa ampiamente uso di dialetti e lingue diverse dall'italiano: i cori nel finale di Princesa sono in portoghese del Brasile, i cori di Dolcenera e l'intero testo di Â cúmba sono in genovese, il finale di Khorakhané è in lingua romaní ed il titolo della sesta canzone, Disamistade, è un termine sardo dalla forte connotazione sociale.
Nei ringraziamenti compare anche una dedica al percussionista Naco, al secolo Giuseppe Bonaccorso, scomparso pochi mesi prima della pubblicazione del disco in un incidente stradale. Naco esegue parti strumentali in tutti i brani dell'album, contribuendo non poco alle sonorità con un gran numero di strumenti anche non canonici.

## Le canzoni

### Princesa
Il primo brano del disco trae spunto dall'omonimo libro autobiografico di Fernanda Farias de Albuquerque, scritto con l'ex esponente romano delle Brigate Rosse Maurizio Iannelli, in cui viene narrata la storia di una donna transgender brasiliana che, nata maschio con il nome di Fernandinho, abbandona l'infanzia contadina per seguire un desiderio di femminilità che ha fin dall'infanzia e si trasferisce in città per farsi operare, correggendo chirurgicamente quello che considera un errore della natura, in modo da affermarsi finalmente come donna e, citando il testo della canzone, correre "all'incanto dei desideri", per poi donare il suo amore ad un avvocato di Milano. La canzone, come già accennato, si chiude con una parte corale cantata in portoghese, che elenca una serie di sostantivi e si conclude con il verbo vivere.

### Khorakhané (a forza di essere vento)
Il brano è una ballata lenta incentrata sullo stile di vita e sull'assoluta libertà del popolo Rom. La parola "Khorakhané" è proprio il nome di un sottogruppo Rom di religione musulmana, situato maggiormente nelle regioni balcaniche del Kosovo, della Bosnia e del Montenegro.
Nel corso del citato concerto al Teatro Brancaccio, De André aveva dichiarato a proposito dei Rom: «Sarebbe un popolo da insignire con il Nobel per la pace per il solo fatto di girare per il mondo senza armi da oltre 2000 anni».
Nella canzone vi è un riferimento al Porrajmos, termine con cui i Rom indicano lo sterminio perpetrato al loro popolo da parte della Germania nazista: 
«I figli cadevano dal calendario / Iugoslavia, Polonia, Ungheria / i soldati prendevano tutti / e tutti buttavano via».
La strofa finale di questo brano è in romaní, lingua madre del popolo Rom protagonista della canzone, ed è una poesia di Giorgio Bezzecchi, esponente della comunità Rom harvati di Pavia, professore universitario in tale città ed iniziatore nel 2011 del Museo del viaggio "Fabrizio De André" di Milano insieme al padre Goffredo, superstite del Porrajmos. Nel disco questo finale è cantato da Dori Ghezzi; nelle riprese del pezzo dal vivo è invece solitamente interpretato dalla figlia di De André, Luvi.

### Anime salve
Il pezzo, che dà il titolo al disco, è cantato in duetto con Ivano Fossati (che presta la sua voce anche in Â cúmba).
Il testo è incentrato sulla solitudine, sui citati "spiriti solitari": la loro salvezza deriva forse proprio da questo essere diversi, solitari per scelta, liberi.
Nella raccolta In direzione ostinata e contraria, del 2005, il pezzo è stato dedicato alla memoria del bassista Stefano Cerri (figlio del chitarrista Franco), scomparso nel novembre 2000.
Nel 2007 Antonella Ruggiero interpreta il brano, incluso nel suo album dedicato a Genova, Genova, la Superba.

### Dolcenera
La canzone è ben descritta da una spiegazione che De André fornì durante un concerto a Treviglio, il 24 marzo 1997: 
La canzone, cantata principalmente in italiano con un ritornello in genovese interpretato non da De André ma dal coro femminile, ha una musica profonda, un linguaggio ricco di rime e di assonanze e un ritmo ondeggiante e sinuoso. Il caratteristico tema portante è suonato alla fisarmonica da Gianni Coscia; tale parte della canzone è stata utilizzata dal 2011 al 2013 come sigla del programma di Rai 3 Che tempo che fa, condotto da Fabio Fazio.
La cantante italiana Dolcenera, al secolo Emanuela Trane, ha scelto il suo pseudonimo proprio in onore di questo brano.

### Le acciughe fanno il pallone
Il brano parla di un povero pescatore di acciughe che ritorna sulla terraferma a vendere il pesce, lamentandosi della gente che ignora il duro lavoro compiuto per pescarlo o che addirittura finge di non vederlo. La spiegazione del titolo e dei primi versi del brano viene fornita direttamente nel libretto dell'album: «Le acciughe fanno il pallone: così si usa dire in Liguria quando in autunno le acciughe inseguite dal grande pesce azzurro (l'alalunga) scappano verso la superficie. Nelle giornate senza vento si possono vedere dalla riva saltare a migliaia fuori dall'acqua a formare scintillanti semisfere.».

### Disamistade

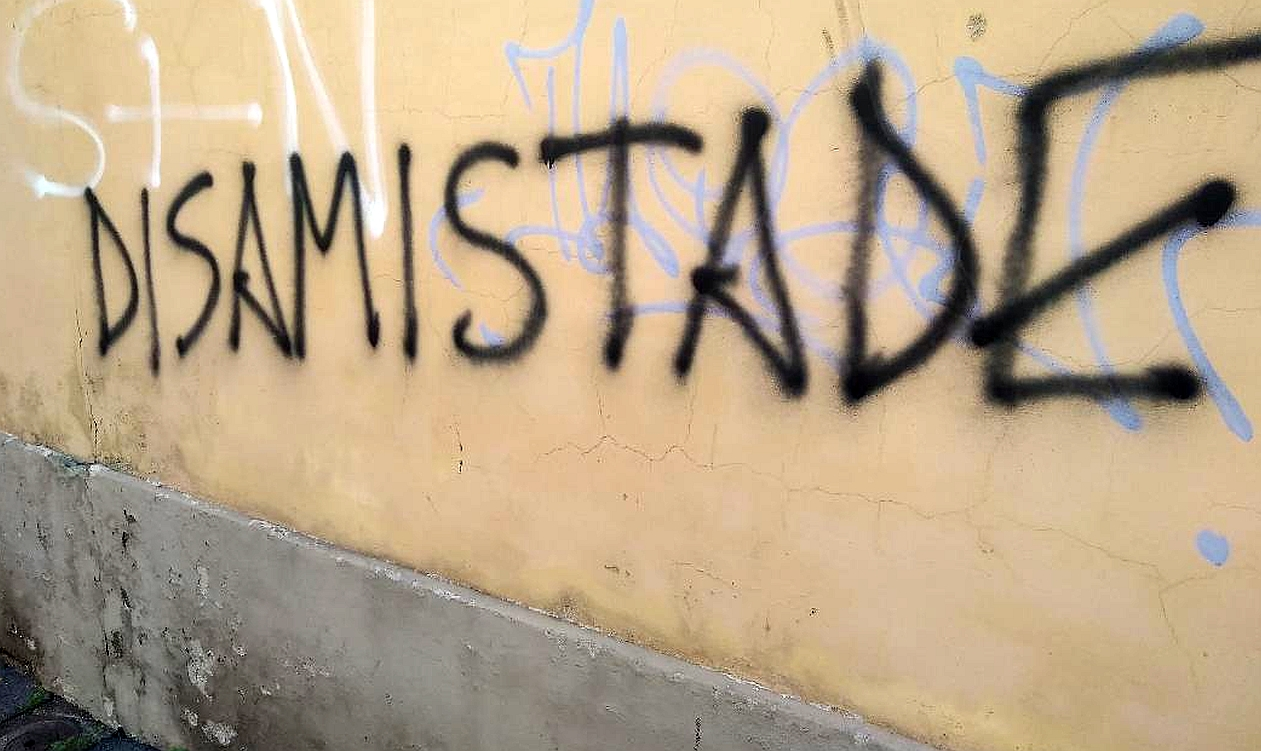
"DISAMISTADE": graffito a Torino (2018)

"Disamistade" in sardo significa "inimicizia" e, per estensione, faida, lotta. Il brano racconta appunto il conflitto tra due famiglie, probabilmente per motivi d'onore e promesse non mantenute, ed è uno spaccato delle classiche inimicizie e "guerre" tra famiglie che si potevano spesso osservare soprattutto nelle zone centro-meridionali italiane e in Sardegna fino a qualche decennio fa, dovute soprattutto a un fortissimo senso dell'onore e dell'orgoglio e ad una sorta di obbedienza a un codice non scritto (codice barbaricino) che imponeva la vendetta come unica soluzione a un torto o un delitto subìto. Disamistade è anche il titolo di un film del 1988 del regista sardo Gianfranco Cabiddu che ha le stesse tematiche della canzone, essendo ambientato nella Sardegna del 1950 e trattando della vendetta tra famiglie in tale contesto.

### Â cúmba
La traduzione in italiano del titolo è "La colomba". Nel pezzo il volatile che vola via è, metaforicamente, la ragazza che si allontana dalla casa dei genitori per sposarsi e nel fare ciò cambia "nido", cioè abitazione. Il brano è l'unico dell'album interamente in lingua genovese. Il testo è strutturato nella forma di un dialogo, in cui un giovane innamorato (con la voce di Fossati) tenta di convincere il padre della ragazza da lui amata (interpretato da De André) a cedergli la figlia in sposa. Il pretendente promette di trattare la ragazza con rispetto e riverenza e riesce a convincere con buone parole il padre, ma nel finale del brano De André ribalta tutto e mostra la realtà, raccontando che la ragazza è a casa trascurata mentre il marito va in giro a divertirsi.

### Ho visto Nina volare
Lo spunto di questa canzone sarebbe il primo amore d'infanzia di De André. Descrive la solitudine del ragazzo che deve disobbedire al padre, non trovando il coraggio di informarlo del suo amore per la piccola Nina, ed è terrorizzato dal fatto che se il padre venisse a saperlo lui sarebbe costretto a scappare lontano. L'ombra è il rimorso del protagonista che si ribella all'autorità paterna, ma lui è ben pronto a cacciarla con il coltello (ovvero con violenza) e con la maschera di gelso (ovvero nascondendosi). Elementi presenti nella canzone sono l'altalena, su cui Fabrizio e Nina giocavano, il cortile della cascina e l'arnia («mastica e sputa, da una parte il miele, mastica e sputa, dall'altra la cera»). Ivano Fossati riferirà in seguito, in un'intervista, che il "masticare e sputare da una parte il miele e dall'altra la cera" è un'antichissima pratica relativa all'apicoltura osservata con stupore dagli stessi De André e Fossati mentre veniva effettuata da alcune anziane contadine nel materano, in Basilicata. Un caro ricordo di De André bambino, quando, con i suoi genitori, nei fine settimana andava nella sua casa di campagna nell'Astigiano, è Nina Manfieri (veramente esistita e tuttora in vita), una bambina del posto coetanea di De André che, nei pomeriggi estivi, era la compagna di giochi del futuro cantautore, il quale non raramente si fermava a vederla andare sull'altalena: da qui il titolo del brano.

### Smisurata preghiera
È tratta dal libro di poesie Summa di Maqroll il gabbiere. Antologia poetica 1948-1988 del poeta colombiano Álvaro Mutis (divenuto poi amico di De André, al quale tale libro venne regalato dall'editore Vittorio Bo) che racconta di un marinaio errante e delle sue considerazioni sui temi fondamentali della vita (il quale, contrariamente a quanto detto nel testo della canzone in questione, prega dicendo: "Ricorda Signore che il tuo servo ha osservato pazientemente le leggi del branco. Non dimenticare il suo volto").
Il testo, che condensa efficacemente tutte le tematiche dell'album, è una sorta di richiesta, da parte di quei soggetti che per ottenere la libertà hanno scelto la solitudine e per questo sono stati emarginati dalla maggioranza, di un riscatto impossibile, smisurato. Lo stesso De André afferma, durante un concerto:
Le maggioranze hanno la cattiva abitudine di guardarsi alle spalle e di contarsi, dire "Siamo 600 milioni, siamo un miliardo e 200 milioni...", e approfittando del fatto di essere così numerose, pensano di poter essere in grado, di avere il diritto, soprattutto, di vessare, di umiliare le minoranze.
La preghiera, l'invocazione, si chiama "smisurata" proprio perché è fuori misura, e quindi probabilmente non sarà ascoltata da nessuno, ma noi ci proviamo lo stesso.»
Come anche lo stesso De André ha dichiarato, Smisurata preghiera si può considerare non solo come un riassunto del disco e dei suoi temi, ma anche come un'epitome dell'intera opera del cantautore, un suo messaggio "definitivo", caratteristica che, oltretutto, ben si concilia con il fatto di essere l'ultimo brano dell'ultimo album dell'artista (anche se, come già detto, De André non sapeva della malattia che gli sarebbe stata fatale quando la canzone venne incisa).
È un atto d'amore per le minoranze, «per chi viaggia in direzione ostinata e contraria, col suo marchio speciale di speciale disperazione» contro una maggioranza incline a coltivare le sue meschinità.
Il brano dura circa sette minuti e presenta il testo cantato solo nei primi tre, mentre la parte restante è totalmente strumentale; a poco più di due minuti dal termine il ritmo cambia completamente, da veloce ed incalzante a lento e sognante, con il finale eseguito da tastiere e organetto diatonico suonato da Riccardo Tesi.
(Doriano Fasoli, Fabrizio De André. Passaggi di tempo, p. 77)
(Alessandro Gennari, in Le mie note a margine (intervista a F. De André)
Qui la polemica è tra il suo eterno nemico, "la maggioranza", e i "disobbedienti alle leggi del branco", per i quali invoca l'attenzione del Signore.
Il dolce menestrello della nostra adolescenza, che ci ha insegnato a scoprire la differenza tra la vita e la morte, e ora a respingere "lo scandalo metallico" delle armi, nella forza della sua maturità ci offre un blueprint di saggezza nell'indipendenza, nella "direzione contraria".»
(Fernanda Pivano, in occasione del "Premio Lunezia" 1997)
Nel 2019 Vasco Brondi realizza una cover del brano inserita nel disco tributo Faber nostrum.

## Tracce
Testi e musiche di De André e Fossati.
Come è possibile notare, l'ordine delle canzoni è diverso tra la versione incisa su disco in vinile e quella su compact disc.
LP (STVL 392351)
Lato A
1. Prinçesa – 4:50
2. Ho visto Nina volare – 3:54
3. Anime salve (feat. Ivano Fossati) – 5:48
4. Dolcenera – 4:57
5. Le acciughe fanno il pallone – 4:43

Lato B
1. Khorakhané (a forza di essere vento) – 5:28
2. Â cúmba (feat. Ivano Fossati) – 4:03
3. Disamistade – 5:10
4. Smisurata preghiera – 7:05

CD (TCDMRL 392352)
1. Prinçesa – 4:50
2. Khorakhané (a forza di essere vento) – 5:28
3. Anime salve (feat. Ivano Fossati) – 5:48
4. Dolcenera – 4:57
5. Le acciughe fanno il pallone – 4:43
6. Disamistade – 5:10
7. Â cúmba (feat. Ivano Fossati) – 4:03
8. Ho visto Nina volare – 3:54
9. Smisurata preghiera – 7:05

## Premi e riconoscimenti
- Targa Tenco 1997 per il Miglior Album[7]
- Targa Tenco 1997 per la Miglior Canzone (Princesa)[7]
- Premio Italiano della Musica 1997 per il Miglior Album[28]

## Formazione
Prinçesa
- Fabrizio De André - voce
- Ellade Bandini - batteria
- Naco - wood block, zabumba, shaker, doppio triangolo, molla, djembe, bongo e conga
- Pier Michelatti - basso
- Michele Ascolese - chitarra classica
- Massimo Gatti - mandolino e mandola
- Sàndor Kuti - cymbalom
- Vladimir Denissénkov - bayan
- Giancarlo Porro - clarinetto
- Piero Milesi - violoncello
- Dori Ghezzi, Luvi De André, Silvia Paggi, Beppe Gemelli, Robson R. Primo (Agata), Roberto Esteráo (Roberta) - voci
- Neusinha Escorel, Patricia Figueredo, Rosa Emilia - voci recitanti
- Tiziano Crotti e Paolo Iafelice - sonoro in esterni

Khorakhané (A forza di essere vento)
- Fabrizio De André - voce
- Michele Ascolese - chitarra elettrica
- Sàndor Kuti - cymbalom
- Riccardo Tesi - organetto
- Piero Milesi - tastiera
- "Il Quartettone" - orchestra d'archi
- Carlo De Martini - direzione d'orchestra
- Dori Ghezzi - voce

Anime salve
- Fabrizio De André - voce
- Ivano Fossati - voce
- Ellade Bandini - batteria
- Naco - darbuka, molla, conga e shaker
- Pier Michelatti - basso
- Alberto Tafuri - pianoforte e tastiera
- Mario Arcari - mancoseddas e corno inglese
- Massimo Spinosa - editing
- Tiziano Crotti e Paolo Iafelice - sonoro in esterni

Dolcenera
- Fabrizio De André - voce, chitarra classica
- Ellade Bandini - batteria
- Naco - udu, urucungu e shaker
- Pier Michelatti - basso
- Gianni Coscia - fisarmonica
- Cecilia Chailly - arpa paraguaiana
- Mario Arcari - corno inglese
- Michela Calabrese D'Agostino - flauto
- Giancarlo Porro - clarinetto
- Silvio Righini - violoncello
- Dori Ghezzi, Luvi De André - voci

Le acciughe fanno il pallone
- Fabrizio De André - voce
- Naco - darbuka, conga, udu, talking drum, caxixi e wood block
- Pier Michelatti - basso
- Cristiano De André - chitarra classica, tastiera, violino e shaker
- Michela Calabrese D'Agostino - flauto
- Mario Arcari - shanai

Disamistade
- Fabrizio De André - voce, chitarra classica
- Naco - berimbau e tamburello
- Elio Rivagli - damigiana
- Silvio Righini - violoncello
- Piero Milesi - tastiera
- Alberto Morelli - tlapitzalli e bansuri
- "Il Quartettone" - orchestra d'archi
- Carlo De Martini - direzione d'orchestra

Â cúmba
- Fabrizio De André - voce, chitarra classica
- Ivano Fossati - voce
- Ellade Bandini - batteria
- Naco - rastrello, Caxixi, Djembe, guarnizione di filo elettrico, gong, conga e shaker
- Pier Michelatti - basso
- Michele Ascolese - chitarra classica
- Dori Ghezzi, Luvi De André, Silvia Paggi - voci

Ho visto Nina volare
- Fabrizio De André - voce, nacchere e couscous
- Ellade Bandini - tom
- Naco - bubboli
- Pier Michelatti - basso
- Francesco Saverio Porciello - chitarra classica
- Piero Milesi - pianoforte e tastiera
- Alberto Morelli - bansuri
- Massimo Spinosa - editing

Smisurata preghiera
- Fabrizio De André - voce
- Elio Rivagli - batteria
- Naco - djembé, talking tablim e shaker
- Alberto Tafuri - pianoforte e tastiera
- Pier Michelatti - basso
- Franco Mussida - chitarra classica
- Mario Arcari - mancoseddas
- Riccardo Tesi - organetto
- "Il Quartettone" - orchestra d'archi
- Carlo De Martini - direzione d'orchestra

## Classifiche
| Classifica (1996) | Posizione massima |
| ----------------- | ----------------- |
| Italia            | 1                 |